# تیپو سلطان
سلطان فتح‌علی خان تیپو یا تیپوسلطان یا تیپو صاحب سلطان (به کارانایی: ಟಿಪ್ಪು ಸುಲ್ತಾನ್، (به اردو: سلطان فتح علی خان تیپو)، (به انگلیسی: Tipu Sultan)) (زادهٔ ۲۰ نوامبر ۱۷۵۰ در دوانهالی، کارناتاکا – درگذشتهٔ ۴ مه ۱۷۹۹ در سرنگاپتم، کارناتاکا)، مسلمان مبارز ضداستعمار، اهل میسور بود.

## زندگی

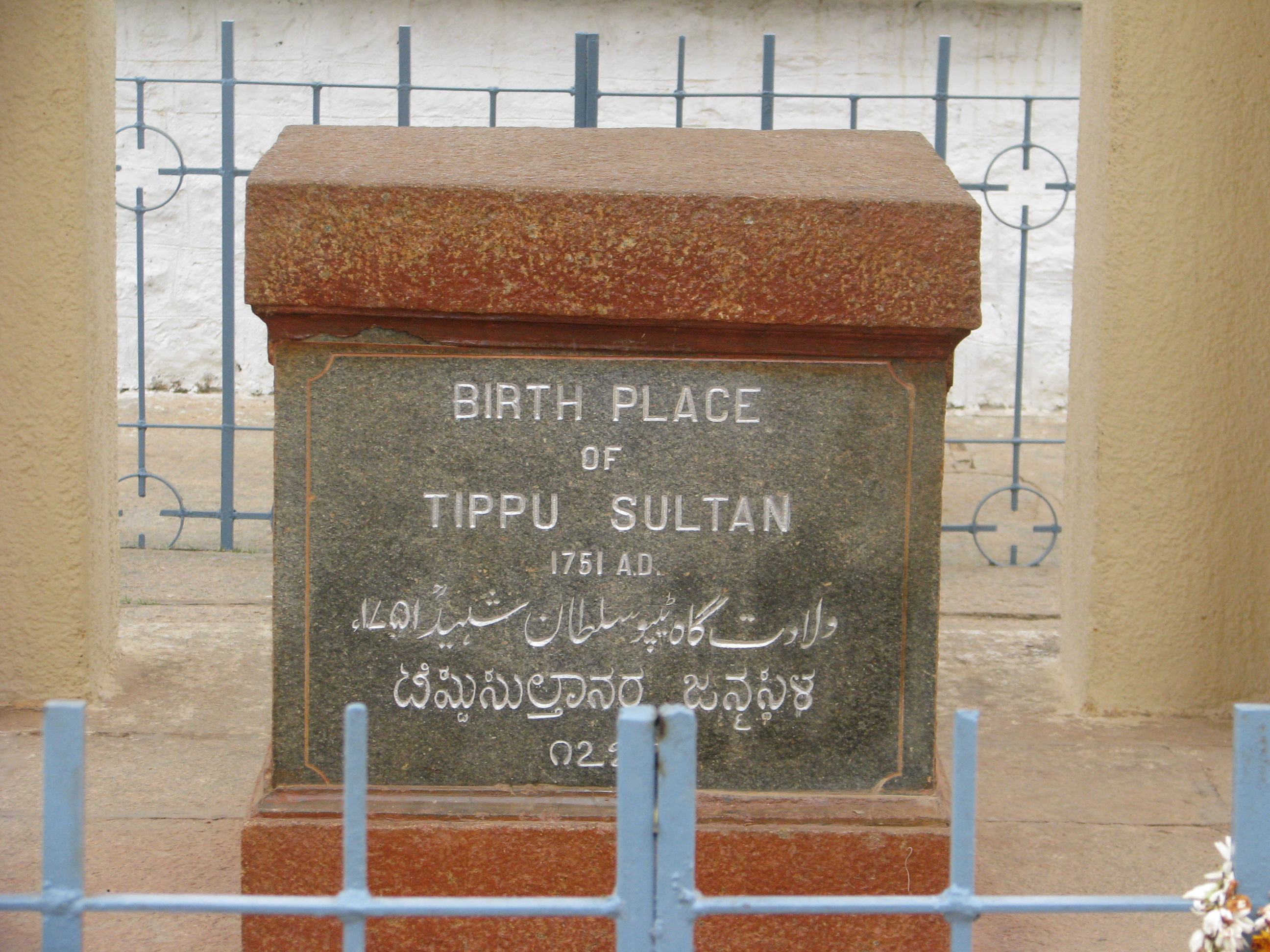
یادبود تیپو سلطان در زادگاهش

پدر تیپو سلطان حیدرعلی خان بهادر بود. نیاکانش از شیوخ قریش بودند که از دهلی به گلبرگهٔ مهاجرت کردند. جدّش، شیخ فتح‌محمد، موقعیت خوبی در سپاه ایالت کَرناتِک داشت. حیدرعلی خان بهادر نیز در دستگاه نظامی راجههای میسور موقعیت ممتازی به دست آورد و بعدها به امیری میسور رسید و به سلطان حیدرعلی خان بهادر مشهور شد. مادر تیپو سلطان، فخرالنساءبیگم، دختر میرمعین‌الدین از خاندان چشتیهای هند بود.
تیپو سلطان در ۱۱۶۳ق در ناحیهٔ دیون‌هلی در شهر سرنگاپتم، مرکز حکومت میسور، به دنیا آمد. مادرش که برای صاحب فرزندشدن، از زاهدی به نام تیپومَستان نذرانه گرفته بود، پس از تولد فرزندش نام او را تیپو سلطان نهاد. واژهٔ «تیپو» معنای روشنی ندارد. عموماً آن را واژه‌ای کناره‌ای و به معنای ببر می‌دانند، اما در این زبان برای ببر کلمهٔ (به انگلیسی: huli) به کار می‌رود.
از دورهٔ کودکی تیپو سلطان اطلاع چندانی در دست نیست. وی هنگام مرگ پدرش در ۱۱۹۷ق، مشغول تنبیه سرکشان میسور بود و پس از آگاهی از این امر به‌سرعت خود را به پایتخت رساند و مورد استقبال بزرگان سپاه قرار گرفت و به جای پدر بر تخت نشست. در همین سال، نواب ایازالدوله، حاکم دولت آصفیه، با او مخالفت کرد و با سرداری انگلیسی که در حوالی منطقهٔ نَگَر بود و نیز با پیشوای مراتههها و قوم نایمار متحد شد و قرار گذاشتند قلعهٔ کورتیال (کورئیال) را تسخیر کنند و قلعهٔ نگر را نیز به سپاه انگلیس دهند. سرداران انگلیسی، اسوارتس و لانگ، به جنگ تیپو رفتند. از سوی دیگر در این هنگام، فرستادگان دولت فرانسه که برای رقابت‌های مستعمراتی با انگلستان، با حیدرعلی خان بهادر و تیپو سلطان متحد شده بودند، به دربار تیپو رسیدند و در جنگ به او کمک کردند. در این جنگ ایازالدوله شکست خورد، سپاه انگلیس به بمبئی عقب نشست و تیپو سلطان منطقهٔ نگر و کورتیال را تصرف و سپاه انگلیس را غارت کرد. پس از جنگ، در ۱۱۹۸ق/۱۷۸۴م میان انگلیس و تیپو سلطان قرارداد صلح منعقد شد که از مفاد آن اطلاع دقیقی در دست نیست و احتمالاً فقط قرار متارکهٔ جنگ بوده‌است.
تیپو سلطان پس از صلح، مِرْکِرْتِه (مرکرطه) نواحی تصرف‌شده را ظفرآباد نامید و عده‌ای از قوم نایمار را مسلمان کرد و گردنکشان آن ناحیه را سرکوب نمود. آن‌گاه به پایتخت خود سرنگاپتم بازگشت. در ۱۱۹۸، به دلیل رفتار ظالمانهٔ حاکم تیپو سلطان در سرزمین‌های تصرف شده، در پالیکار و پنگنور شورش شد. برای سرکوبی شورش در این نواحی، سپاه تیپو سلطان قلاع این مناطق را محاصره و سپس تصرف کرد.
پس از پیروزی، میرزا حیدرعلی بیگ، سپهسالار تیپو سلطان، به سوی قلعهٔ کَرْتَپه رفت. عبدالحلیم خان، حاکم آن‌جا، از انگلیسی‌ها کمک خواست ولی در جنگ شکست خورد و بنا بر قرارداد صلحی که پس از آن منعقد شد، قرار شد دختر او پس از گرویدن به اسلام، به عقد تیپو سلطان درآید و سپهسالارِ تیپو سلطان، قلعه را تصرف کند. با تصرف قلعه، سپاهیان دست به کشتار مردم زدند تا آن‌جا که رعایا از وحشت گریختند و به تیپو سلطان شکایت کردند. او نیز سپهسالار را دستگیر کرد.
در ۱۱۹۸ق زین‌العابدین خان مهدوی، فوجدار و حاکم تیپو سلطان در بلاد کورْتَک، پس از به دست گرفتن قدرت، به تجاوز و تعدی پرداخت. رعایای آن ناحیه قلعهٔ کورتک را محاصره کردند. تیپو سلطان سپاهی به آن‌جا فرستاد که شکست خورد. ناچار خود به آن‌جا حمله کرد و آن ناحیه را گرفت و اکثر زنان هندو را میان سپاهیان خود تقسیم کرد. مردم به کوه‌های اطراف گریختند؛ سرکشان تنبیه، هشت‌هزار تن اسیر و برخی از آنان کشته شدند و عده‌ای نیز اسلام پذیرفتند.
در ۱۱۹۹ق، با خودداری فرمانروای مَرْهَتَه (از نواحی حیدرآباد) از پرداخت مالیات به مؤدیان مالیاتی تیپو سلطان، در این شهر شورشی برپا شد و سپاه سلطان به سوی حیدرآباد حرکت کرد. امرای هندو متحداً در مقابل سپاه تیپو سلطان صف‌آرایی کردند و آن را شکست دادند. تیپو سلطان خود به سوی این منطقه حرکت نمود و قلعه‌های میان راه را تصرف و تاراج کرد. زنان این نواحی از وحشت خود را در آب می‌افکندند و صاحب قلعهٔ مرهته نیز خودکشی کرد. سپس تیپو سلطان به دَرگِهات (پایین‌گهات) رفت.) در ۱۲۰۰ق نیز لشکرکشی تیپو سلطان به سوی پالیکار و مناطق هندونشین و قتل و غارت مردم آن نواحی ادامه یافت.

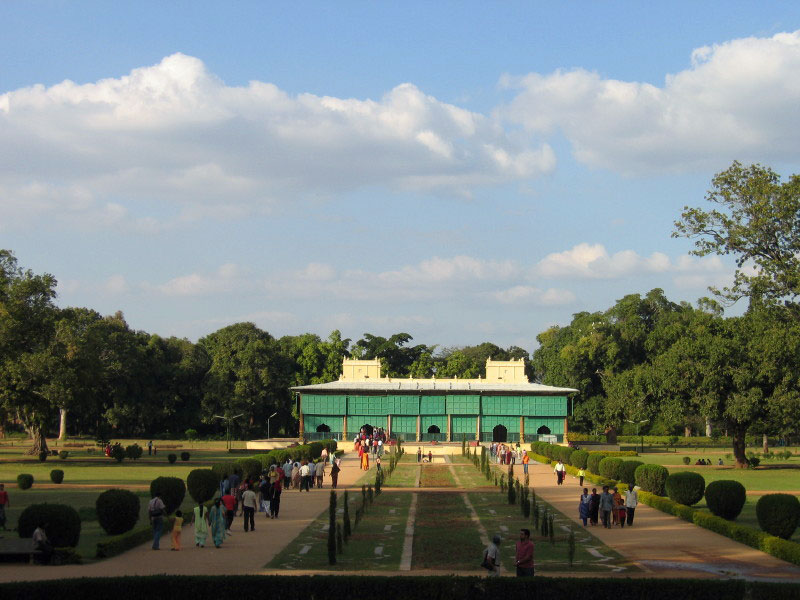
کاخ تابستانی تیپو سلطان در سرنگاپتم، کارناتاکا

تیپو سلطان پس از استراحت کوتاهی در پایتخت خود، بار دیگر به مناطق هندونشین حمله کرد. نخست به مالابار رفت، در ۱۲۰۲ق به کالیکات/کالیکوت رسید و دستور داد معابد هندوها را ویران و به جای آن‌ها مسجد بنا کنند و هندوها را وادار به پذیرش اسلام کرد. فرستادگان دولت فرانسه که در پی کسب موقعیت در ترینکومالی بودند، شروع به مذاکره با تیپو سلطان و زمینه‌چینی برای جنگی دیگر کردند. با این جنگ به احتمال زیاد مَدْرَس به خطر می‌افتاد و اتحاد فرانسویان و تیپو سلطان موجب شکست احتمالی کمپانی هندشرقی انگلیس نیز می‌شد. از سوی دیگر راجهٔ تراوانکور که تشخیص داده بود بدون اتحاد با کمپانی هندشرقی قادر به ادامهٔ حکومت نیست، با این کمپانی متحد شد. تیپو سلطان پس از ساماندهی سپاه خود در پایتخت، با شنیدن خبر شورش در کورگ و مالابار به آن سو حرکت کرد. حاکم آن نواحی پس از رو در رو شدن با سپاه تیپو سلطان، تسلیم شد و اسلام پذیرفت.

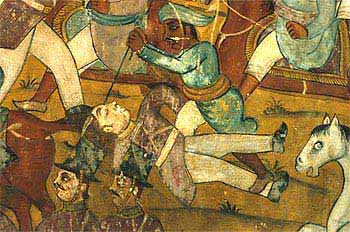
نقاشی دیواری جنگ پولیلور نقاشی‌شده بر روی دیوار قصر تابستانی تیپو، به یادبود پیروزی او بر انگلیسی‌ها نقاشی شده‌است.

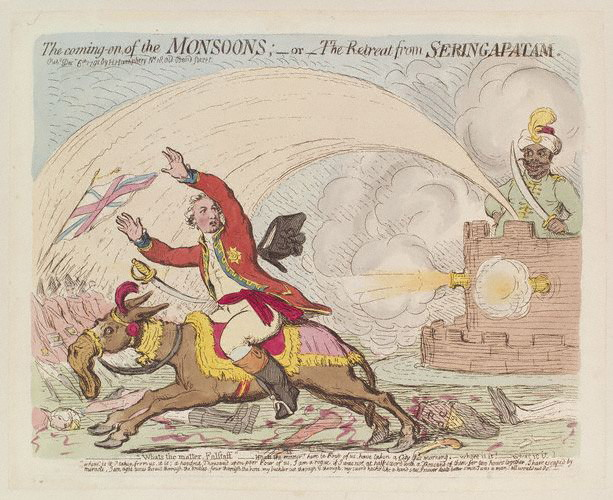
کاریکاتوری سیاسی اثر جیمز گیلری که شکست چارلز کورنوالیس در جنگ سال ۱۷۹۱ سرنگاپتم را مورد تمسخر قرار می‌دهد

تیپو سلطان در ۱۲۰۵ق به کالیکات حمله کرد. میلوار، راجهٔ آن‌جا از برابر او گریخت و از ژنرال میدس انگلیسی تقاضای کمک کرد. او توانست مدتی تیپو سلطان را متوقف کند، اما سرانجام سپاه تیپو سلطان پایین گِهات را تصرف نمود و مردمی را که به نیروهای انگلیس پناه برده بودند غارت کرد. در این جنگ فرانسوی‌ها به تیپو سلطان یاری رساندند. وی در این سال فرمان حمله به تراوانکور را نیز داد. وقتی لرد کورنوالیس، رئیس کمپانی هندشرقی، خبر این حمله را شنید تصمیم به مقابله گرفت و اتحادیه‌ای به نام منگالور بر ضد تیپو سلطان به وجود آورد که نظام علی و پیشوای مراتههها و راجهٔ تراوانکور به آن پیوستند. قرار شد لوازم جنگ را مراتههها و نظام علی تأمین کنند و غنایم میان همهٔ آنان تقسیم شود.

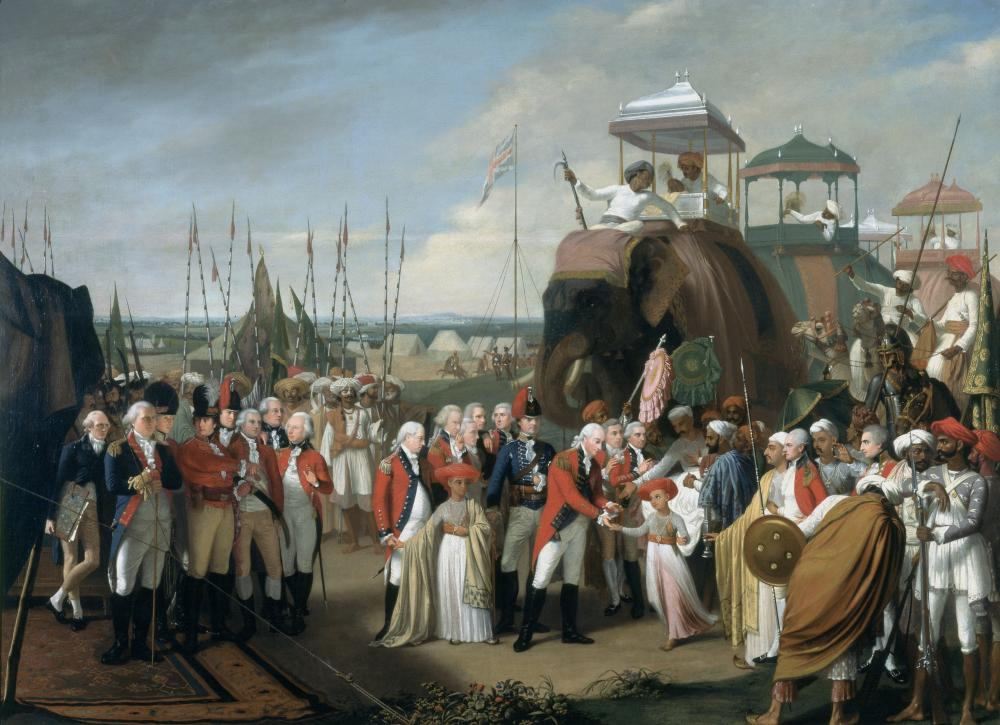
ژنرال چارلز کورنوالیس، در سال ۱۷۹۳ دو پسر تیپوسلطان را گروگان می‌گیرد.

تیپو سلطان در ۱۲۰۶ق به تراوانکور حمله و پس از تصرف آن منطقه، عدهٔ زیادی را اسیر کرد. در این زمان تمامی کسانی که از تیپو سلطان زخم خورده بودند، از جمله راجههای کالاستری، کارتیناد و کوتیوت، با انگلیسی‌ها متحد شدند و در جنگی مشترک، علیه تیپو سلطان، او را شکست دادند. در قرارداد صلحی که پس از آن بسته شد، تیپو سلطان موظف شد مبالغ هنگفتی به ژنرال هَریس، فرماندهٔ جنگ، بپردازد و علاوه بر پیشکش‌های گران‌بها، دو فرزند خود را نیز نزد او بفرستد.

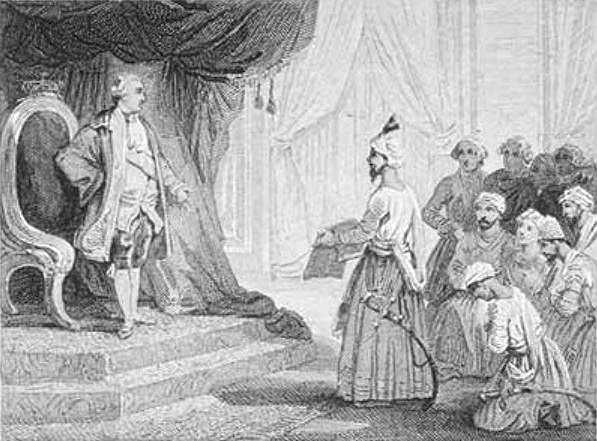
لویی شانزدهم در سال ۱۷۸۸ سفرای تیپوسلطان را می‌پذیرد. تیپوسلطان به دلیل ارسال سفرای بسیار به فرانسه، امپراتوری عثمانی، عمان، زندیان و درانی شناخته‌شده‌است.

در ۱۲۱۳ق، ناپلئون بوناپارت که پس از قدرت گرفتن در فرانسه، در پی گسترش مستعمرات خود در هند بود، سفرایی برای اتحاد هند و فرانسه علیه انگلستان نزد تیپو سلطان فرستاد ولی لرد مورنینگتون، مأمور کنترل ورود و خروج افراد به هند شرقی، مانع ورود افسران فرانسوی شد و در پی اتحاد مجدد با راجههای هندو برآمد. پیش از آن نیز تیپو سلطان، برای اتحاد علیه انگلیسی‌ها، در ۱۲۰۸ق شخصی را نزد زمان شاه دُرّانی والی کابل فرستاد و در ۱۲۱۲ق نیز شاهزاده‌ای ایرانی را با هدایای بسیار نزد فتحعلی شاه قاجار فرستاد و تأکید کرد چنانچه او و پادشاه ایران و زمان شاه، متحد شوند، می‌توانند هند و دکن را به نظم درآورند و از سلطهٔ انگلیس برهانند.

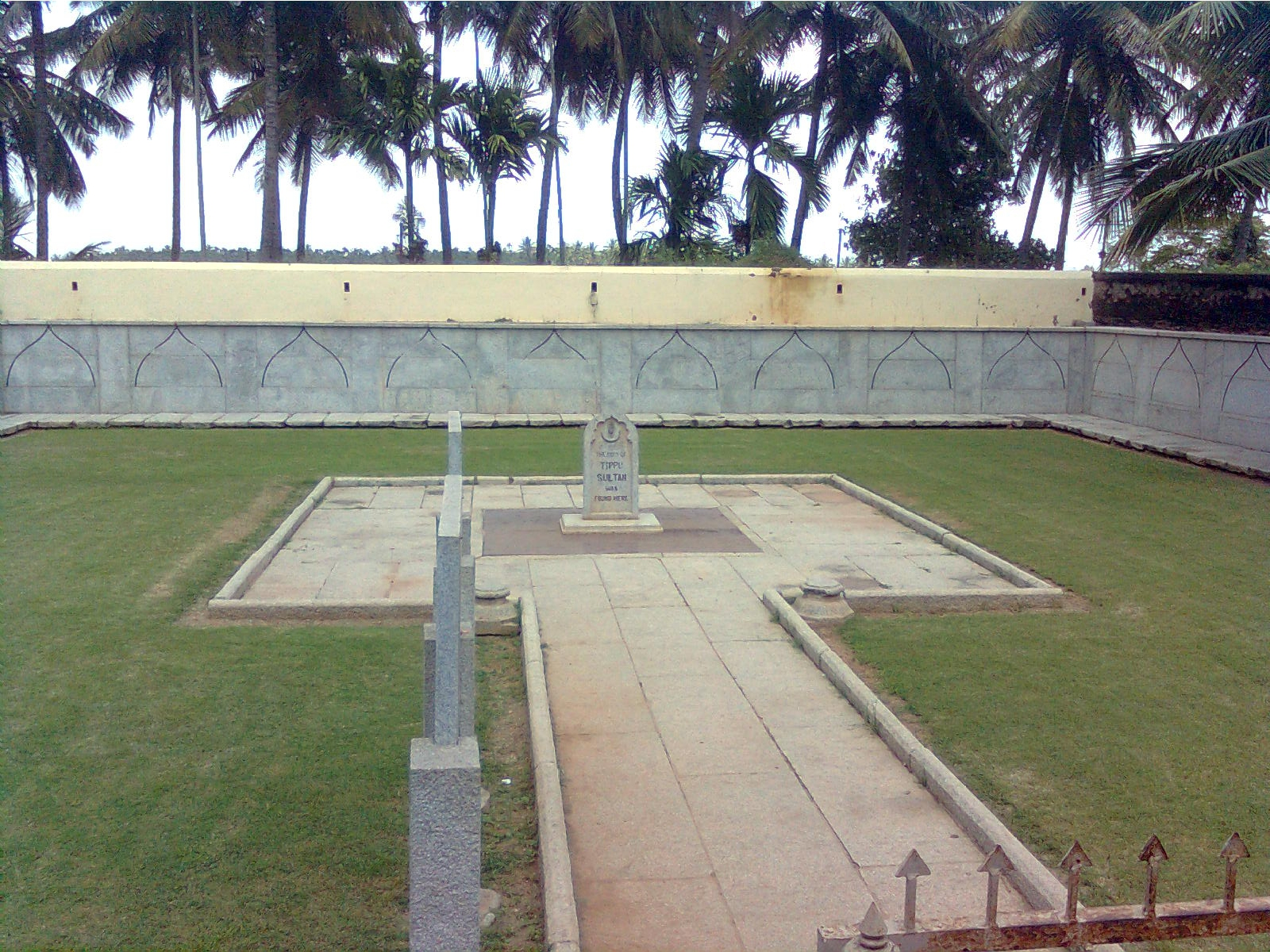
بدن تیپوسلطان این‌جا یافته شد.

هنگامی که فرستادگان فرانسه، پنهانی به دربار تیپو سلطان رسیدند، دو تن از درباریان به انگلیسی‌ها در کلکته خبر دادند. مورنینگتون به این بهانه در ۱۲۱۳ق/۱۷۹۹م سپاه عظیمی تدارک دید و به سوی سرنگاپتم حرکت کرد. آنان پس از نبرد با سپاه تیپو سلطان وارد شهر شدند و او را در قلعهٔ شهر محاصره کردند. وی تا آخرین نفس مقاومت کرد و سرانجام در اثر اصابت تیری درگذشت. انگلیسی‌ها پس از دستیابی به قصر او، آن را غارت کردند و کتابخانهٔ بسیار ارزشمندش را به انگلستان بردند و به جای تیپو سلطان، فرزند پنج‌سالهٔ یکی از راجههای میسور را حاکم و سپس برای فرزندان تیپو سلطان مقرری تعیین کردند.

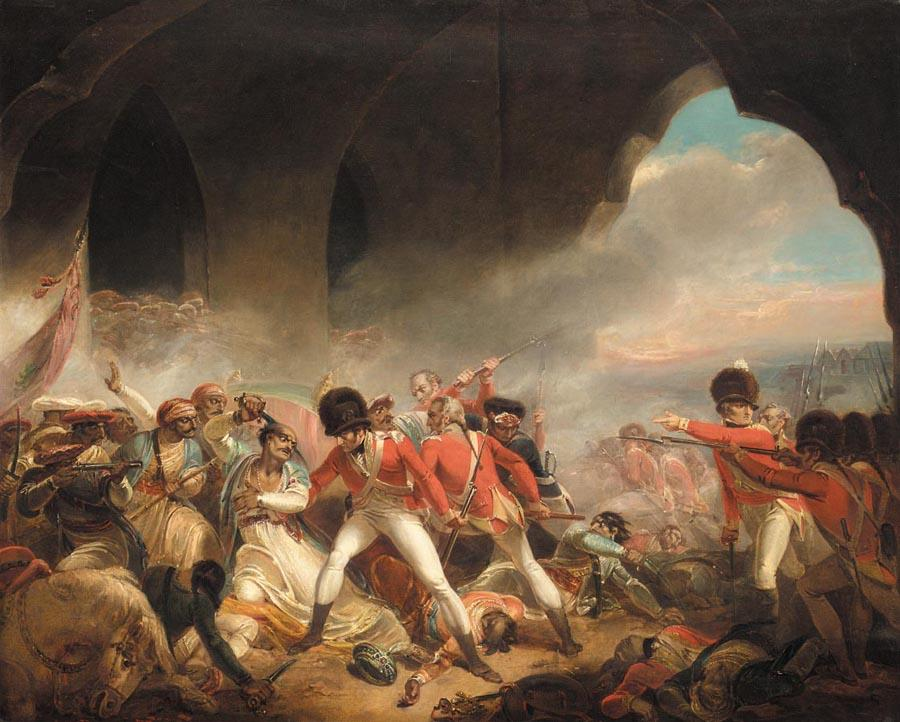
آخرین تلاش و سقوط تیپوسلطان اثر هنری سینگلتون، حدود ۱۸۰۰م.

## رهبری، سیاست و نوآوری‌ها
تیپو سلطان پادشاهی مسلمان و بسیار معتقد بود. اوقات فراغت خود را صرف عبادت می‌کرد و پس از نماز صبح معمولاً به خواندن قرآن می‌پرداخت. روزانه دوبار غذا می‌خورد. از زمان صلح با کورنوالیس، بر زمین می‌خوابید و آمادهٔ نبرد بود.
بیشتر اوقات به زبان فارسی حرف می‌زد. به تاریخ پادشاهان ایران و عرب به‌خصوص اوضاع دینی، تجاری و سرگذشت آنان علاقه‌مند بود و کتاب‌های تاریخی مطالعه می‌کرد. گاهی برای تفنن به رقص نیز توجه داشت. لباس رنگین نمی‌پوشید. توجه او به مهمات دینی چنان بود که دستور داد زنان هندو با سر برهنه بیرون نیایند. و رسم اهالی کورتک را که عروس یک خانواده با تمام برادران مزدوج می‌شد، برانداخت.

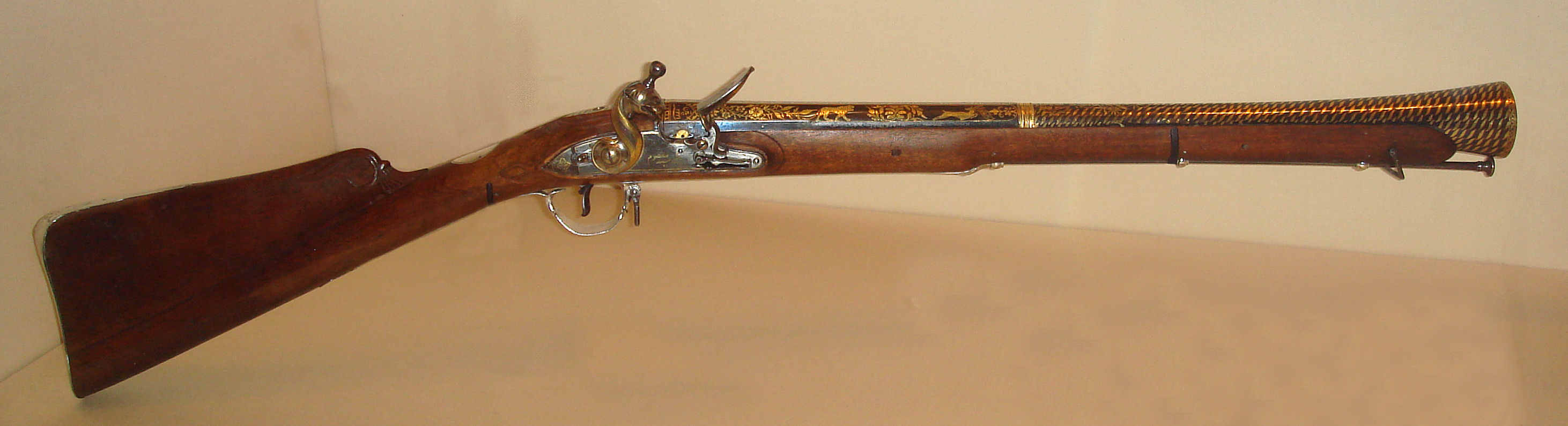
یک تفنگ سرپر بلاندرباس، ساخته شده برای تیپو سلطان در سرنگاپتم، ۱۷۹۳–۹۴. تیپو سلطان بسیار از صنعتگران غربی استفاده می‌کرد، و این اسلحه نشان‌دهندهٔ به‌روزترین فناوری‌های آن زمان است.

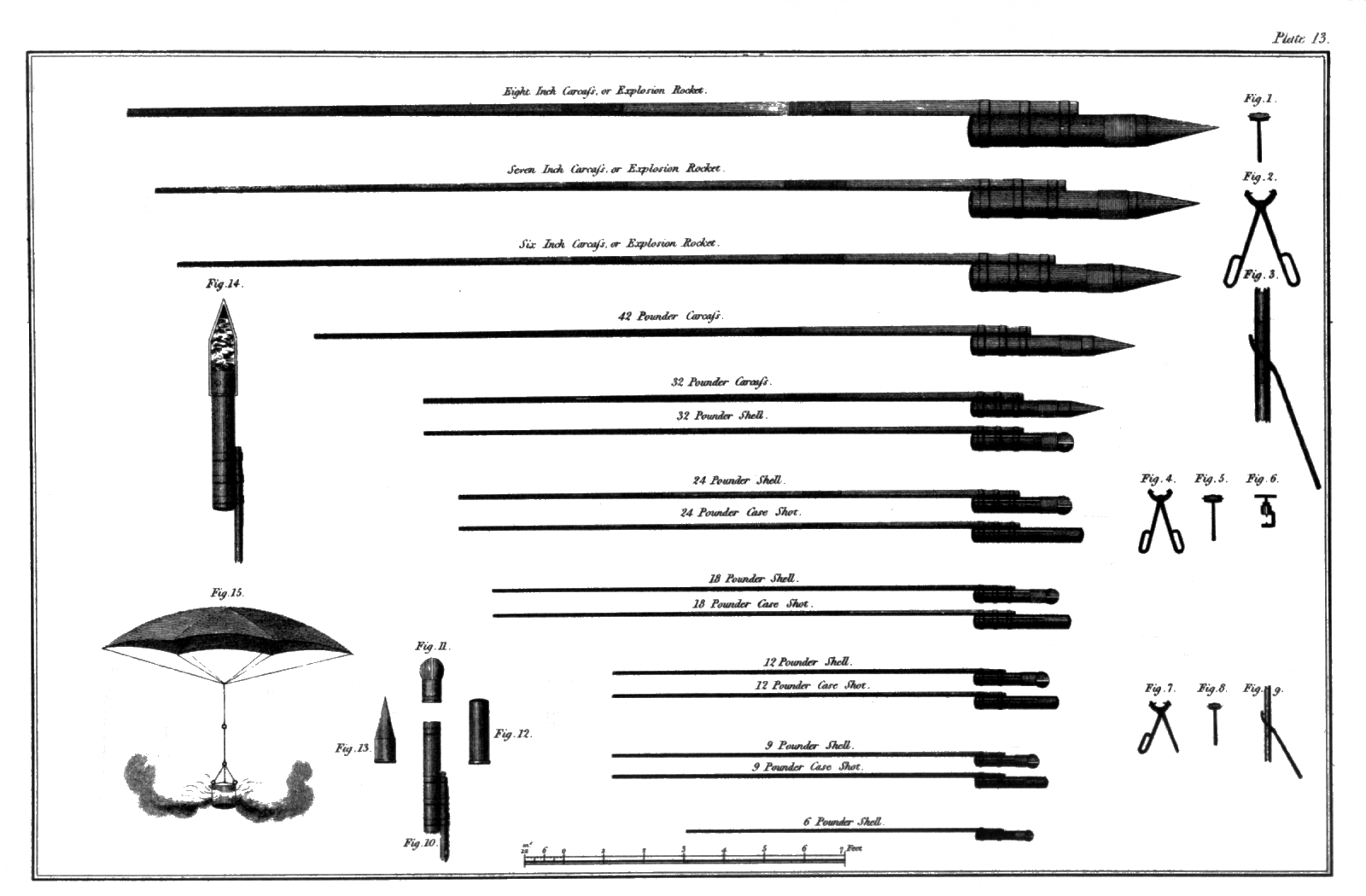
تیپوسلطان تیپ توپخانهٔ موشکی‌اش معروف به قشون را سازمان‌دهی کرد، او تعداد نیروهایش را در قالب تعدادی قشون از ۱۵۰۰ به حدود ۶۰۰۰ نفر گسترش داد. موشک میسوری که توسط تیپوسلطان استفاده می‌شد، بعدها توسط بریتانیا به‌روز شده و در جنگ‌های ناپلئونی متوالیاً به کار گرفته شد.

تیپو سلطان چهار رساله برای پیاده و یک رساله برای سواره نظام قشون نوشت. قوانین مسطور (قوانین نانوشتهٔ نظام) را به زبان فارسی و ترکی ترجمه کرد و «فتح‌المجاهدین» نامید. در ۱۱۹۸ چهار کارخانهٔ توپ در نواحی مختلف ایجاد کرد. خوانین قدیمی را که پدرش در سپاه منصوب کرده بود، برکنار و جمعی از افراد نامناسب را به جای آن‌ها منصوب کرد و مسؤولیت کاروان‌باشیان، یعنی سوداگران، را به عهدهٔ سرداران نهاد. وی نام ماه‌ها را به فارسی تغییر داد و آن‌ها را بر اساس حرف الفبا مرتب کرد (رجوع کنید به تقویم، گاه‌شماری‌های اسلامی در شبه‌قارهٔ هند).

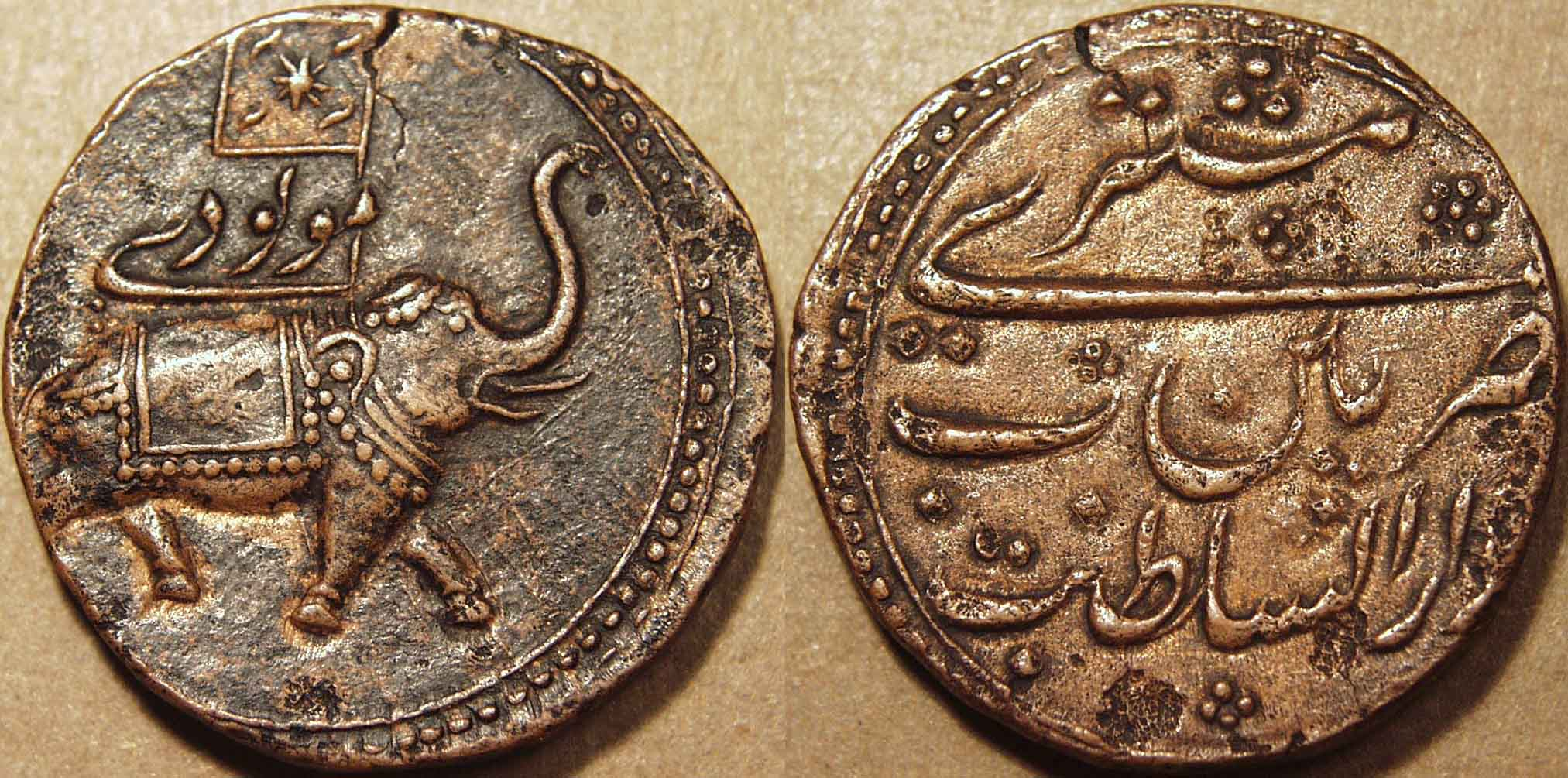
از بین نوآوری‌های بسیار تیپو، می‌توان به معرفی فرقه‌ها و انواع جدیدی از سکه اشاره کرد، از جمله سکهٔ دو پیسهای مسی خوش‌شکل او با وزنی بیش از ۲۳ گرم. سکهٔ سمت چپ نیز شامل نماد پادشاهی میسور است. عبارت «مشتری» نشان می‌دهد که ارزش سکه ۲ پیسه است.

همچنین دستور داد سکه‌های جدیدی ضرب کنند و بر آن‌ها نام‌های اسلامی نهاد؛ از جمله، «صدیقی» (شانزده روپیه)، «امامی» (سکهٔ نقره، معادل دو روپیه)، «باقری» (نیم روپیه) «جعفری» و «کاظمی» (سکه‌های خرد). او در اوزان نیز تغییراتی به وجود آورد. مقبرهٔ تیپو سلطان در میسور است و هر ساله در سالگرد درگذشتش، مراسمی در آن برگزار می‌شود. به یاد او مؤسسه و مرکز تحقیقات و موزه‌ای نیز در آن محل دایر شده‌است.

### نوآوری در ضرب سکه

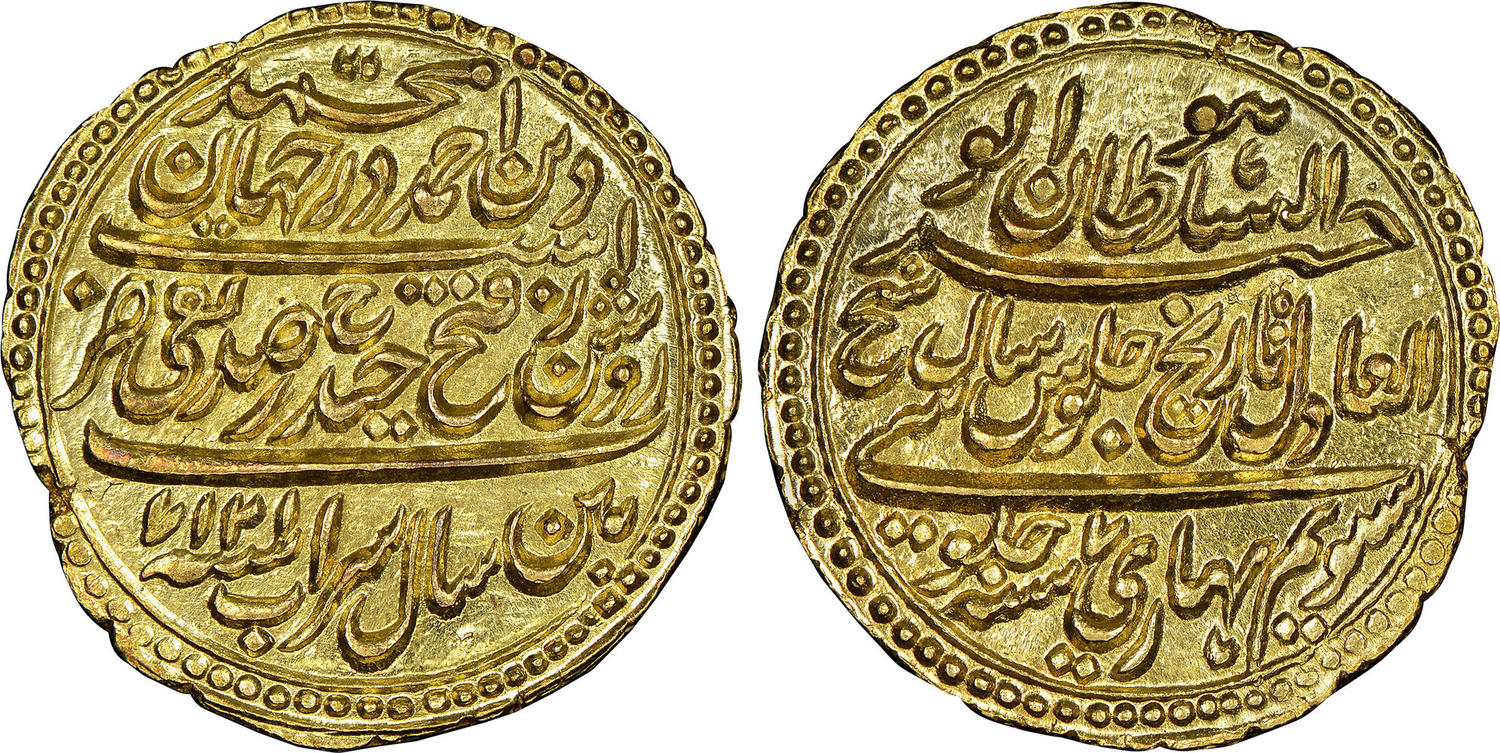
سکه دو پاگودایی تیپو سلطان؛ عبارت فارسی «سراب» سال ضرب سکه و عبارت «صدیقی» ارزش آن را نشان می‌دهد.

ضرب سکه توسط تیپو سلطان یکی از پیچیده‌ترین و جذابترین رویدادهایی است که در سده ۱۸ میلادی در هند اتفاق افتاده‌است. او همانند حاکم پبشین، حیدرعلی، به ضرب سکه‌های پاگودا، موهر و روپیه با کلمات و عبارات فارسی ادامه داد اما در زمان او عبارات مندرج بر روی سکه کاملاً جدید شد. این عبارات و کلمات برای هر یک از سکه‌ها به شرح جدول زیر است:
| جنس  | ارزش       | عبارت مندرج بر روی سکه | معنی                                |
| ---- | ---------- | ---------------------- | ----------------------------------- |
| مس   | ⅛ پَیسه     | قطب                    | ستاره قطبی                          |
| مس   | ¼ پَیسه     | اختر                   | ستاره                               |
| مس   | ½ پَیسه     | بهرام                  | سیاره مریخ                          |
| مس   | ۱ پَیسه     | زهره                   | سیاره ناهید                         |
| مس   | ۲ پَیسه     | عثمانی و مشتری         | نام خلیفه سوم یا سیاره مشتری        |
| نقره | ۱/۳۲ روپیه | خضری                   | نام خضر نبی                         |
| نقره | ۱/۱۶ روپیه | کاظمی                  | لقب امام هفتم شیعه                  |
| نقره | ⅛ روپیه    | جعفری                  | نام امام ششم شیعه                   |
| نقره | ¼ روپیه    | باقری                  | لقب امام پنجم شیعه                  |
| نقره | ½ روپیه    | عبیدی                  | لقب امام چهارم شیعه                 |
| نقره | ۱ روپیه    | امامی                  | اشاره به مذهب شیعه                  |
| نقره | ۲ روپیه    | حیدری                  | از القاب علی خلیفه چهارم و امام اول |
| طلا  | ۱ پاگودا   | فاروقی                 | لقب عمر خلیفه دوم                   |
| طلا  | ۲ پاگودا   | صدیقی                  | لقب ابوبکر خلیفه اول                |
| طلا  | ۴ پاگودا   | احمدی                  | از نامهای محمد (ص)                  |

#### گاه‌شماری در سکه‌های تیپو سلطان
تیپو سلطان در سال نخست حکومت خود گاه‌شماری هجری قمری را کنار گذاشت و تقویم جدیدی را با نام "مولودی" معرفی نمود که برگرفته از کلمه "ولد" عربی به معنی تولد است. این گاه‌شماری بر اساس گاه‌شماری خورشیدی بنیاد نهاده شده بود اما مبدأ آن بجای سال هجرت، سال ولادت محمد در ۵۷۲ میلادی در نظر گرفته شد. تیپو سلطان از همان آغاز حکومت، نام سالهای گردشی هندی را همراه با سال ابداعی خود بر سکه‌ها می‌نگاشت اما این نامها با معنی فارسی خود درج می‌شدند. نام سالهای گردشی و معادل گاه‌شماری آنها به‌صورت جدول زیر است:
| نام سال گردشی | معنی         | سال گاه‌شماری گردشی | سال حکومت تیپو | سال خورشیدی              |
| ------------- | ------------ | ------------------ | -------------- | ------------------------ |
| زکی           | پاک          | ۳۷                 | ۱              | ۱۱۶۱                     |
| ازل           | زمان بی آغاز | ۳۸                 | ۲              | ۱۱۶۲                     |
| جلال          | شکوه         | ۳۹                 | ۳              | ۱۱۶۳                     |
| دلو           | آبریز        | ۴۰                 | ۴              | ۱۱۶۴                     |
| شا            | شاه          | ۴۱                 | ۵              | ۱۱۶۵                     |
| سارا          | عطر          | ۴۲                 | ۶              | ۱۱۶۶                     |
| سراب          | سراب         | ۴۳                 | ۷              | ۱۱۶۷                     |
| شتا           | زمستان       | ۴۴                 | ۸              | ۱۱۶۸                     |
| زبرجد         | زبرجد        | ۴۵                 | ۹              | ۱۱۶۹                     |
| سحر           | بامداد       | ۴۵                 | ۱۰             | ۱۱۷۰                     |
| ساحر          | جادوگر       | ۴۷                 | ۱۱             | ۱۱۷۱ تکرار کلمات تا ۱۱۷۸ |

## پی‌نوشت
1. ↑  کرمانی، نشان حیدری، ۶.
2. ↑  کرمانی، نشان حیدری، ۷–۹.
3. ↑  کرمانی، نشان حیدری، ۱۶–۱۷.
4. ↑  کرمانی، نشان حیدری، ۱۸–۲۰.
5. ↑  کرمانی، نشان حیدری، ۱۹–۲۰.
6. ↑  Balfour, “Tipu”, Cyclopaedia of India.
7. ↑  کرمانی، نشان حیدری، ۲۰.
8. ↑  Khan, History of Tipu Sultan, 9 (پانویس ۳۹).
9. ↑  کرمانی، نشان حیدری، ۲۵۸–۲۵۹.
10. ↑  کرمانی، نشان حیدری، ۲۶۰–۲۷۰.
11. ↑  Balfour, “Tipu”, Cyclopaedia of India.
12. ↑  کرمانی، نشان حیدری، ۲۷۲–۲۷۴.
13. ↑  کرمانی، نشان حیدری، ۲۸۴–۲۸۶.
14. ↑  کرمانی، نشان حیدری، ۲۸۶–۲۹۰.
15. ↑  کرمانی، نشان حیدری، ۲۹۱–۲۹۸.
16. ↑  کرمانی، نشان حیدری، ۲۹۹، ۳۰۱، ۳۰۶–۳۰۷، ۳۰۹، ۳۱۱.
17. ↑  کرمانی، نشان حیدری، ۳۱۸–۳۲۱.
18. ↑  Beveridge, A Comprehensive History of India, 2:‎ 582-583.
19. ↑  Beveridge, A Comprehensive History of India, 2:‎ 582-583.
20. ↑  کرمانی، نشان حیدری، ۳۳۱، ۳۳۶.
21. ↑  Beveridge, A Comprehensive History of India, 2:‎ 583-586.
22. ↑  Beveridge, A Comprehensive History of India, 2:‎ 588.
23. ↑  صالح شیرازی و  میرزاصالح، مجموعه سفرنامه‌های میرزاصالح شیرازی، ۲:‎ ۲۵۰.
24. ↑  Balfour, “Tipu”, Cyclopaedia of India.
25. ↑  Beveridge, A Comprehensive History of India, 2:‎ 595، 598، 618-620.
26. ↑  کرمانی، نشان حیدری، ۳۴۰، ۳۴۲، ۳۴۶.
27. ↑  «Sheik Ali, B. "The Vision and Mission of Tipu Sultan". Islamic Voice, August 1999». بایگانی‌شده از اصلی در 5 اكتبر 2011. دریافت‌شده در 1 اكتبر 2011. تاریخ وارد شده در |بازبینی=،|archive-date= را بررسی کنید (کمک)
28. ↑  صالح شیرازی و  میرزاصالح، مجموعه سفرنامه‌های میرزاصالح شیرازی، ۲:‎ ۲۵۴.
29. ↑  Beveridge, A Comprehensive History of India, 2:‎ 679، 688.
30. ↑  ساداتی، تاریخ المسلمین فی شبه القارة…، ٤٤١–٤٤٢.
31. ↑  کرمانی، نشان حیدری، ۳۷۶، ۳۷۸.
32. ↑  سپهر کاشانی و  کیانفر، ناسخ التواریخ: تاریخ قاجاریه، ۱:‎ ۱۰۶.
33. ↑  کرمانی، نشان حیدری، ۳۸۱–۳۸۳، ۳۸۵، ۳۸۷، ۳۹۴–۳۹۵.
34. ↑  Beveridge, A Comprehensive History of India, 2:‎ 696-698، 702-705.
35. ↑  کرمانی، نشان حیدری، ۳۹۷–۳۹۸.
36. ↑  کرمانی، نشان حیدری، ۲۹۴.
37. ↑  Exhibition at the Metropolitan Museum of Art, New York.
38. ↑  کرمانی، نشان حیدری، ۲۷۴.
39. ↑  کرمانی، نشان حیدری، ۳۲۸.
40. ↑  کرمانی، نشان حیدری، ۳۹۹–۴۰۰.
41. ↑  «CoinArchives.com Lot Viewer». www.coinarchives.com. دریافت‌شده در ۲۰۱۹-۰۴-۲۰.